# Königreich Rumänien
Das Königreich Rumänien (rumänisch: Regatul României) war ein Staat in Südosteuropa, der von seiner Unabhängigkeit 1881 bis zur Ausrufung der Volksrepublik Rumänien 1947 existierte. Das Königreich war der Nachfolgestaat des Fürstentums Rumänien, das 1878 nach dem Frieden von San Stefano und dem Berliner Vertrag vollkommen unabhängig von osmanischer Oberherrschaft geworden war.
Das sogenannte Altreich umfasste nur die historischen Regionen Walachei, Westmoldau und die nördliche Dobrudscha. Im Ersten Weltkrieg kämpfte Rumänien ab 1916 auf Seiten der Entente und gehörte somit zu den Siegermächten. Nach dem Krieg erhielt es die Gebiete Bessarabien, Bukowina, Siebenbürgen (Transsylvanien), das Kreischgebiet, einen Großteil des Banats sowie die südliche Dobrudscha. Da das Königreich seine Fläche damit mehr als verdoppelte, spricht man für die Zeit zwischen den Weltkriegen auch von Großrumänien. Es nahm auf Seiten der Achsenmächte am Zweiten Weltkrieg teil und wurde 1944 von der Roten Armee besetzt.

## Geschichte

### Anfänge

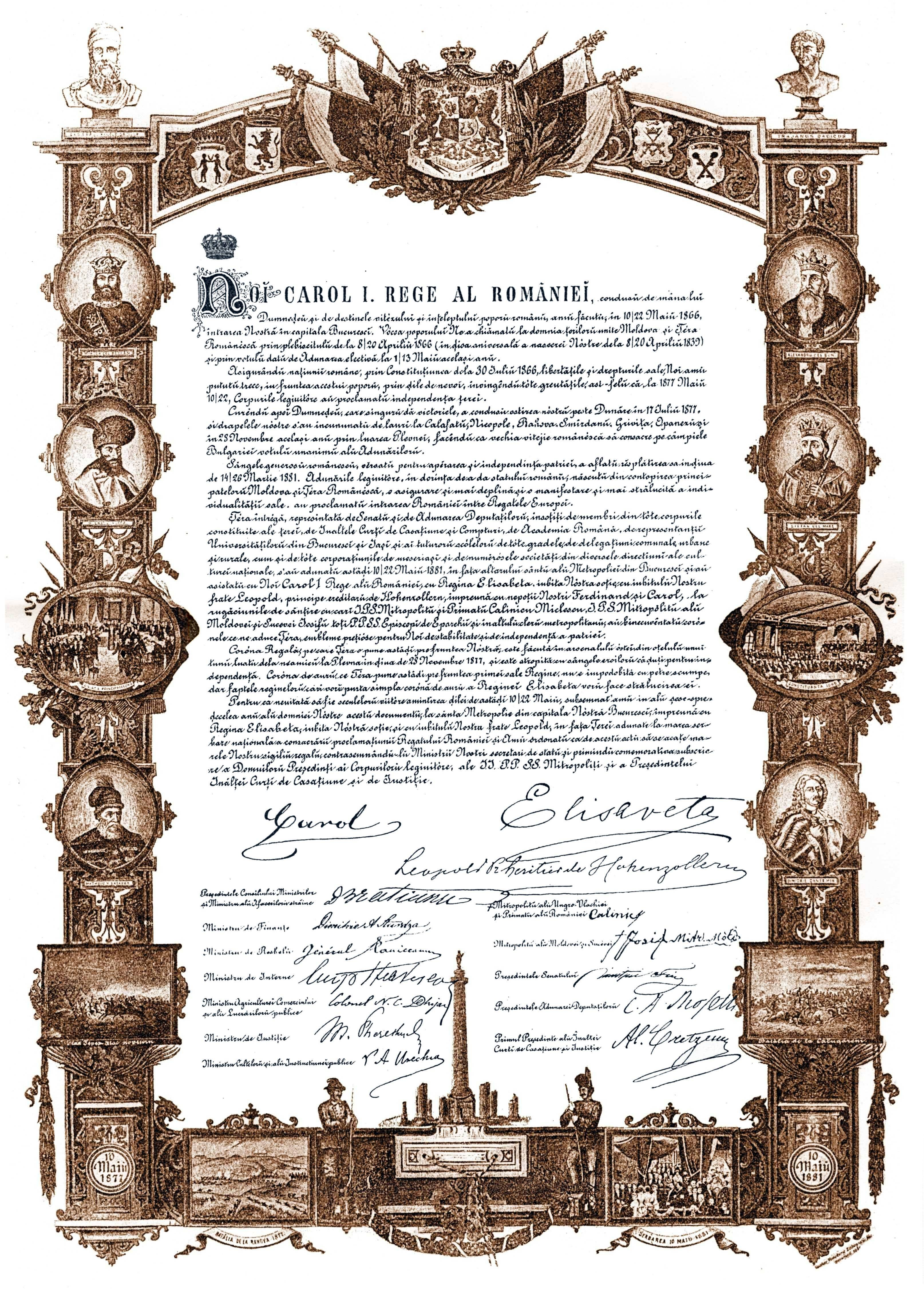
Gründungsurkunde des Königreiches Rumänien

Die Wahl von Alexandru Ioan Cuza zum Fürsten sowohl der Moldau als auch in der Walachei unter der nominellen Oberhoheit des Osmanischen Reiches vereinigte 1859 eine identifizierbare rumänische Nation unter einem gemeinsamen Herrscher. Am 8. Dezember 1861 proklamierte Alexandru Ioan Cuza die Bildung des Fürstentum Rumänien aus den Donaufürstentümern Moldau und Walachei. 1862 wurden die beiden Fürstentümer auch formal vereinigt und bildeten Rumänien mit Bukarest als Hauptstadt.
Auf Druck der sogenannten „monströsen Koalition“ aus Konservativen und radikalen Liberalen musste Cuza am 23. Februar 1866 abdanken. Der deutsche Prinz Karl von Hohenzollern-Sigmaringen wurde zum Fürsten von Rumänien ernannt, mit dem Hintergedanken, dadurch die preußische Unterstützung für die Einheit und die künftige Unabhängigkeit sicherzustellen. Seine Nachkommen sollten als Könige von Rumänien bis zum Sturz durch die Kommunisten 1947 herrschen.
Nach dem Russisch-Türkischen Krieg von 1877/78, in dem Rumänien an der Seite Russlands gegen die türkische Herrschaft kämpfte, wurde Rumänien durch den Vertrag von Berlin 1878 (→ Berliner Kongress) als unabhängig anerkannt. Als Territorium wurde ihm die Dobrudscha hinzugefügt, gleichzeitig musste es aber die drei Kreise Cahul, Bolgrad und Ismail im südlichen Bessarabien im Bereich der Donaumündung an Russland abtreten (dies entsprach etwa einem Viertel der Moldau, zu dem das Gebiet bis dahin gehörte). Das Fürstentum proklamierte sich am 26. März 1881 zum Königreich Rumänien, Karl wurde als Carol I. der erste König von Rumänien. Der neue Staat, eingezwängt zwischen dem Osmanischen Reich, Österreich-Ungarn und Russland mit slawischen Nachbarn an drei Seiten, schaute nach kulturellen und administrativen Vorbildern in Richtung Westen, insbesondere nach Frankreich. Heute wird dieser Staat auch Altreich genannt.
Deutschland und Österreich-Ungarn, die sich 1882 mit Italien zum Dreibund zusammengeschlossen hatten, versuchten, Rumänien an sich zu binden, um im Falle eines Konflikts zu verhindern, dass sich Rumänien auf die russische Seite stellen würde; 1883 trat Rumänien dem Dreibund bei. Im Ersten Balkankrieg 1912/13 blieb Rumänien noch neutral, im Zweiten Balkankrieg beteiligte sich das Land an der Koalition gegen Bulgarien, das aus dem Krieg als Verlierer hervorging und die Süddobrudscha an Rumänien abtreten musste. Auch im Ersten Weltkrieg blieb Rumänien vorerst neutral; da Österreich-Ungarn Serbien den Krieg erklärt hatte, gab es keine Bündnisverpflichtung. Carol, der sich den Mittelmächten verbunden fühlte, musste sich dem Neutralitätsbeschluss des Kronrats beugen und verstarb wenige Monate später.

### Erster Weltkrieg

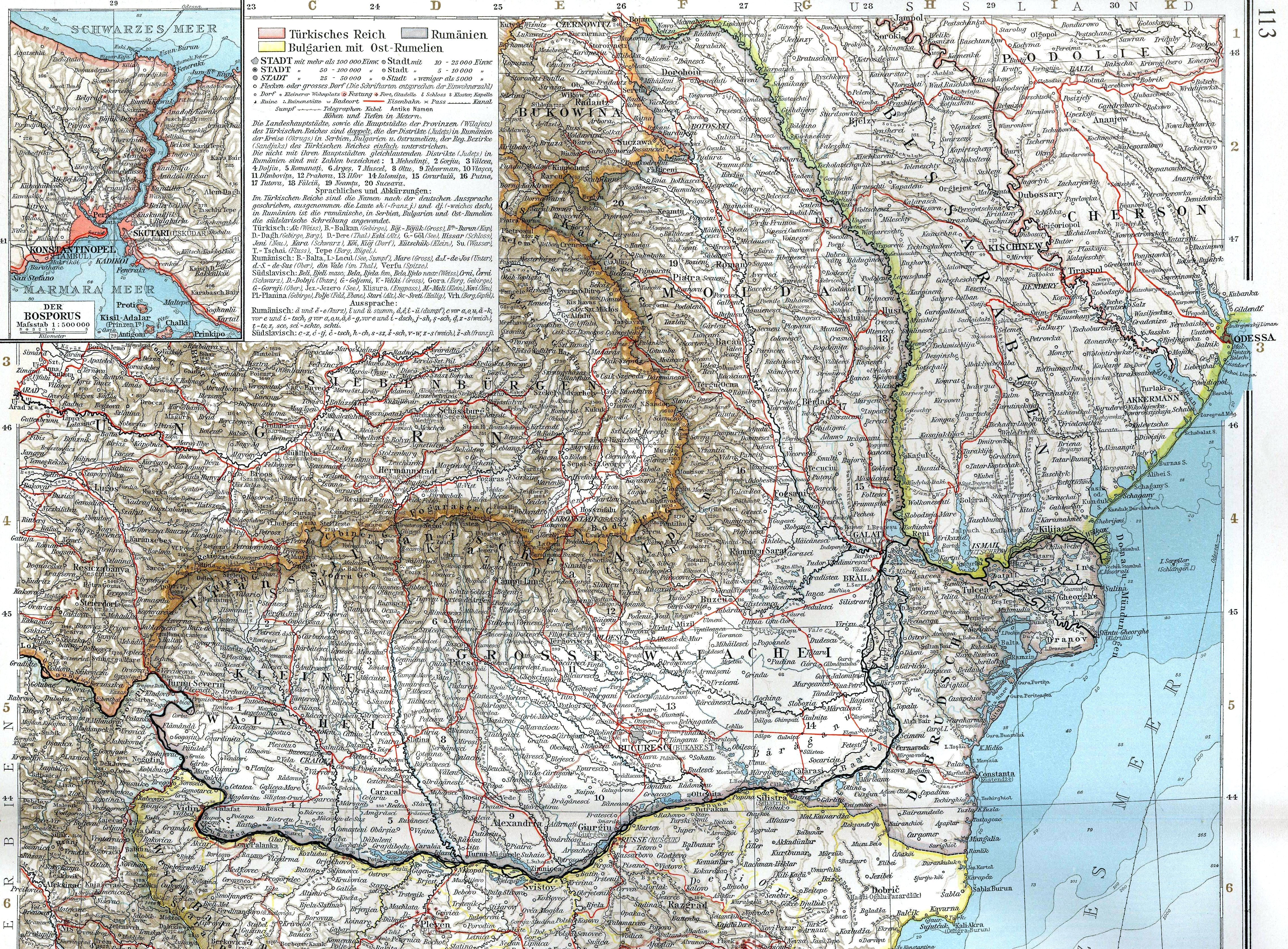
Rumänien 1878–1913

Im Laufe des Krieges änderten sich jedoch die Konstellationen. Italien erklärte den Mittelmächten den Krieg, und Bulgarien trat auf Seiten der Mittelmächte in den Krieg ein. Ministerpräsident Ion I. C. Brătianu versuchte vergeblich, sich die Neutralität mit Kompensationen bezüglich rumänischsprachiger Gebiete in Siebenbürgen und der Bukowina abgelten zu lassen.
Am 17. August 1916 unterzeichnete Rumänien einen Bündnisvertrag mit der Entente. Darin wurde Rumänien fast die ganze Bukowina (südlich des Pruth), Siebenbürgen und das Temesvárer Banat zugesichert.
Am 27. August 1916 trat Rumänien auf der Seite der Entente in den Krieg ein. Kriegsziel Rumäniens waren die mehrheitlich von Rumänen bewohnte Gebiete Österreich-Ungarns. Die rumänische Armee agierte aber militärisch äußerst unglücklich, und innerhalb weniger Monate war die gesamte Walachei von deutschen, österreichisch-ungarischen und bulgarischen Truppen besetzt. Erst mit russischer Hilfe konnte im Sommer 1917 die rumänische Armee den feindlichen Vormarsch stoppen. Aufgrund der Oktoberrevolution in Russland musste Rumänien endgültig um einen Waffenstillstand nachsuchen, und am 5. März 1918 kam nach einem deutschen Ultimatum der Vorfrieden von Buftea zustande, dem am 7. Mai der Frieden von Bukarest folgte. Einen Tag vor dem Waffenstillstand an der Westfront erklärte Rumänien am 10. November 1918 den Mittelmächten erneut den Krieg und nahm als eine der Siegermächte an der Pariser Friedenskonferenz 1919 teil.
Die Rumänen Siebenbürgens sprachen sich am 1. Dezember 1918 in den „Karlsburger Beschlüssen“ (Alba Iulia) für die Vereinigung mit Rumänien aus. Die Deutschen Siebenbürgens unterstützten diesen Beschluss am 15. Dezember 1918 in Mediaș, während die Ungarn sich am 22. Dezember 1918 in Klausenburg dagegen aussprachen. Der neue rumänische Staat verwirklichte jedoch nur einen Teil der den Minderheiten in den Karlsburger Beschlüssen gemachten Zusagen.

### Zwischenkriegszeit

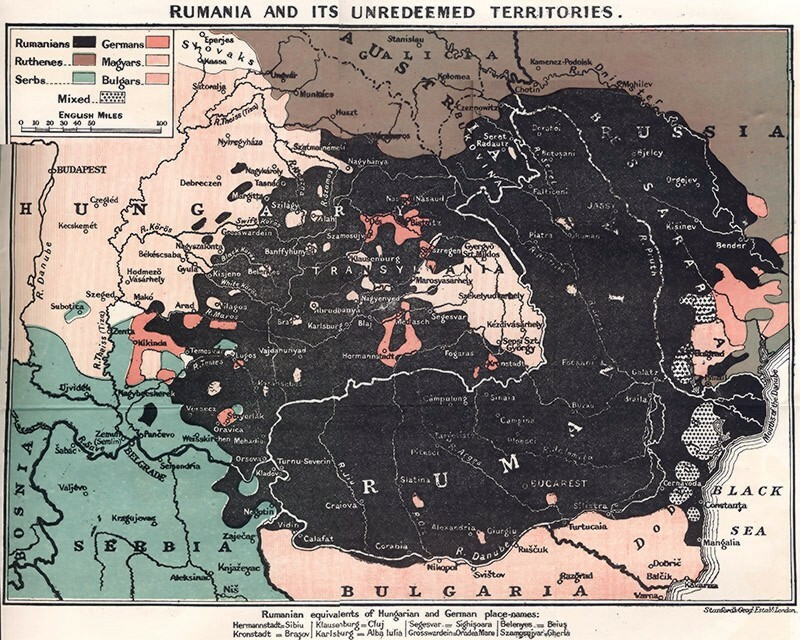
Rumänisch besiedelte Gebiete vor der territorialen Erweiterung Rumäniens 1918/1920 (Propagandakarte von 1917)

Nach dem Ende der Kampfhandlungen mit den Mittelmächten besetzen rumänische Truppen siebenbürgische Gebiete. Im April 1919 kam es zum Ungarisch-Rumänischen Krieg um mehrheitlich rumänisch besiedelte Gebiete, der im August 1919 mit der Besetzung Budapests und dem Ende der Räterepublik Ungarn unter Béla Kun endete. Mit dieser militärischen Position profitierte Rumänien auf der Pariser Friedenskonferenz 1919 von einer günstigen militärisch-politischen Konjunktur: Nach dem Zerfall der österreichisch-ungarischen und der russischen Monarchie konnte Rumänien in den Friedensverhandlungen jene Gebiete einfordern, wo es eine absolute rumänische Bevölkerungsmehrheit gab. Jedoch wurden Rumänien auch Gebiete zuerkannt, die mehrheitlich von Ungarn bewohnt waren wie das Szeklerland und zahlreiche Grenzorte im Norden und Nordwesten. Regierungsgremien, die in Siebenbürgen, Bessarabien und in der Bukowina gebildet wurden, entschieden sich für die Vereinigung mit Rumänien, was im Vertrag von Trianon 1920 bestätigt wurde.

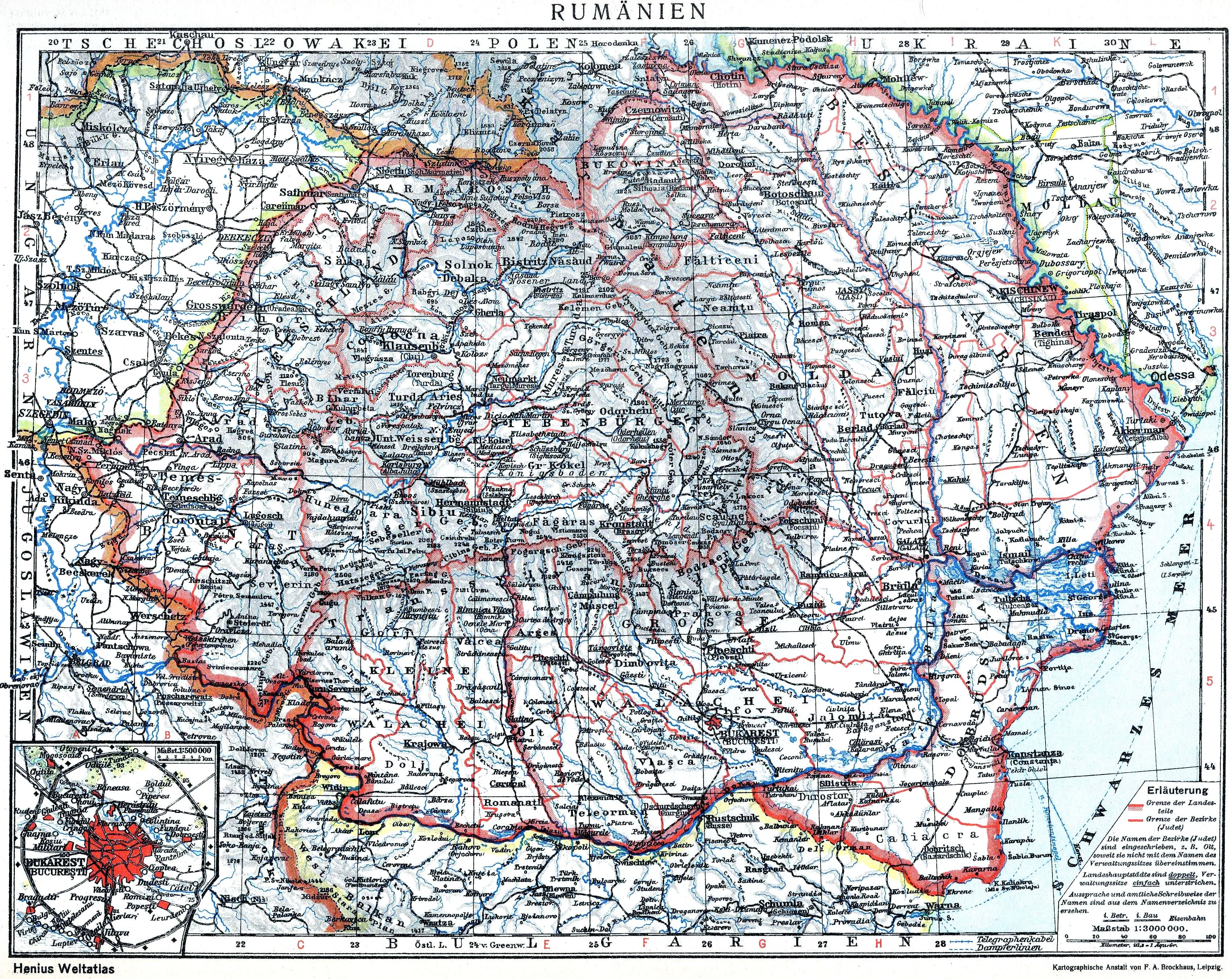
Rumänien 1918–1940

In dem neuen „Großrumänien“ waren nur drei Viertel der Bevölkerung ethnische Rumänen. In Siebenbürgen, im Banat, in der Bukowina, in Bessarabien und in der Dobrudscha lebten zahlreiche Minderheiten. Die wichtigsten Minderheiten waren die der Ungarn (7,9 %), Rumäniendeutschen (4,1 %), Juden (4 %) und Ukrainer/Russinen (3,2 %); daneben gab es Russen (2,3 %), Bulgaren (2 %), Roma/Zigeuner (1,5 %), Türken (0,9 %), Gagausen (0,6 %) usw. Doch auch die Zahl der Rumänen, die in den Nachbarstaaten entlang der Grenzen Großrumäniens lebten, war nicht gering: 250.000 in der Sowjetunion (darunter 172.419 in der Autonomen Moldau-Republik), 230.000 in Jugoslawien im serbischen Teil des Banats und in Zentralserbien, 60.000 in Bulgarien (darunter 42.414 in der Umgebung von Widin) und 24.000 in Ungarn.
Die meisten der Regierungen in den Zwischenkriegsjahren bewahrten zwar die Form, nicht aber die Substanz einer liberalen konstitutionellen Monarchie. Die Verfassung von 1923 gab dem König die Macht, das Parlament aufzulösen und nach Gutdünken Wahlen anzusetzen; als Konsequenz gab es zwischen 1930 und 1940 über 25 verschiedene Regierungen. Die nationale liberale Partei, die in den Jahren unmittelbar nach dem Ersten Weltkrieg dominierte, wurde immer nationalistischer und wurde 1927 durch die nationale Bauernpartei an der Macht abgelöst.
Während dieser Zeit war die Beziehung zwischen den nationalistischen Parteien und König Carol II. von gegenseitigem Misstrauen geprägt. Nach dem Tod seines Vaters Ferdinand 1927 wurde Carol wegen seiner bekannten jüdischen Mätresse Magda Lupescu an der Thronbesteigung gehindert. Nach drei Jahren im Exil, während deren sein Bruder Nicolae als Regent und sein junger Sohn Mihai als König diente, gab Carol öffentlich seine Mätresse auf und bestieg selber den Thron; es wurde aber rasch klar, dass sein Verzicht eine Täuschung war.
In den 1930er Jahren stieg eine Zahl von ultranationalistischen Parteien auf, insbesondere die quasi-mystische faschistische Bewegung der Eisernen Garde (auch: „Legion des Erzengels Michael“), die den Nationalismus, die Furcht vor dem Kommunismus und Ressentiments gegen die angebliche ausländische und jüdische Dominanz in der Wirtschaft ausnutzte. Am 10. Dezember 1933 ließ der liberale Premierminister Ion Duca die Eiserne Garde auflösen und Tausende verhaften; 19 Tage später wurde er von Legionären der Eisernen Garde auf einem Bahnsteig des Bahnhofs von Sinaia ermordet.
Am 10. Februar 1938 entließ König Carol II. die Regierung und setzte eine Königsdiktatur ein, um damit die Bildung einer Regierung zu verhindern, der Minister aus der Eisernen Garde angehört hätten. Dies geschah in direkter Konfrontation zu Adolf Hitlers ausdrücklicher Unterstützung der Eisernen Garde.
Über die nächsten zwei Jahre entwickelte sich der bereits heftige Konflikt zwischen der Eisernen Garde und anderen politischen Gruppierungen unter mehreren kurzlebigen Regierungen nahezu zu einem Bürgerkrieg. Im April 1938 ließ Carol den Führer der Eisernen Garde Corneliu Zelea Codreanu verhaften. In der Nacht vom 29. auf den 30. November 1938, vermutlich als Revanche für eine Reihe von Attentaten durch Kommandos der Eisernen Garde, wurden Codreanu und mehrere andere Legionäre getötet, angeblich bei einem Fluchtversuch. Man nimmt allgemein an, dass solch ein Fluchtversuch nicht stattgefunden hat.
Die Diktatur durch den König war kurzlebig. Am 7. März 1939 wurde mit Armand Călinescu als Premierminister eine neue Regierung gebildet; am 21. September 1939, drei Wochen nach Ausbruch des Zweiten Weltkriegs, wurde Călinescu als Rache für den Tod Codreanus wiederum von Legionären ermordet.

### Zweiter Weltkrieg

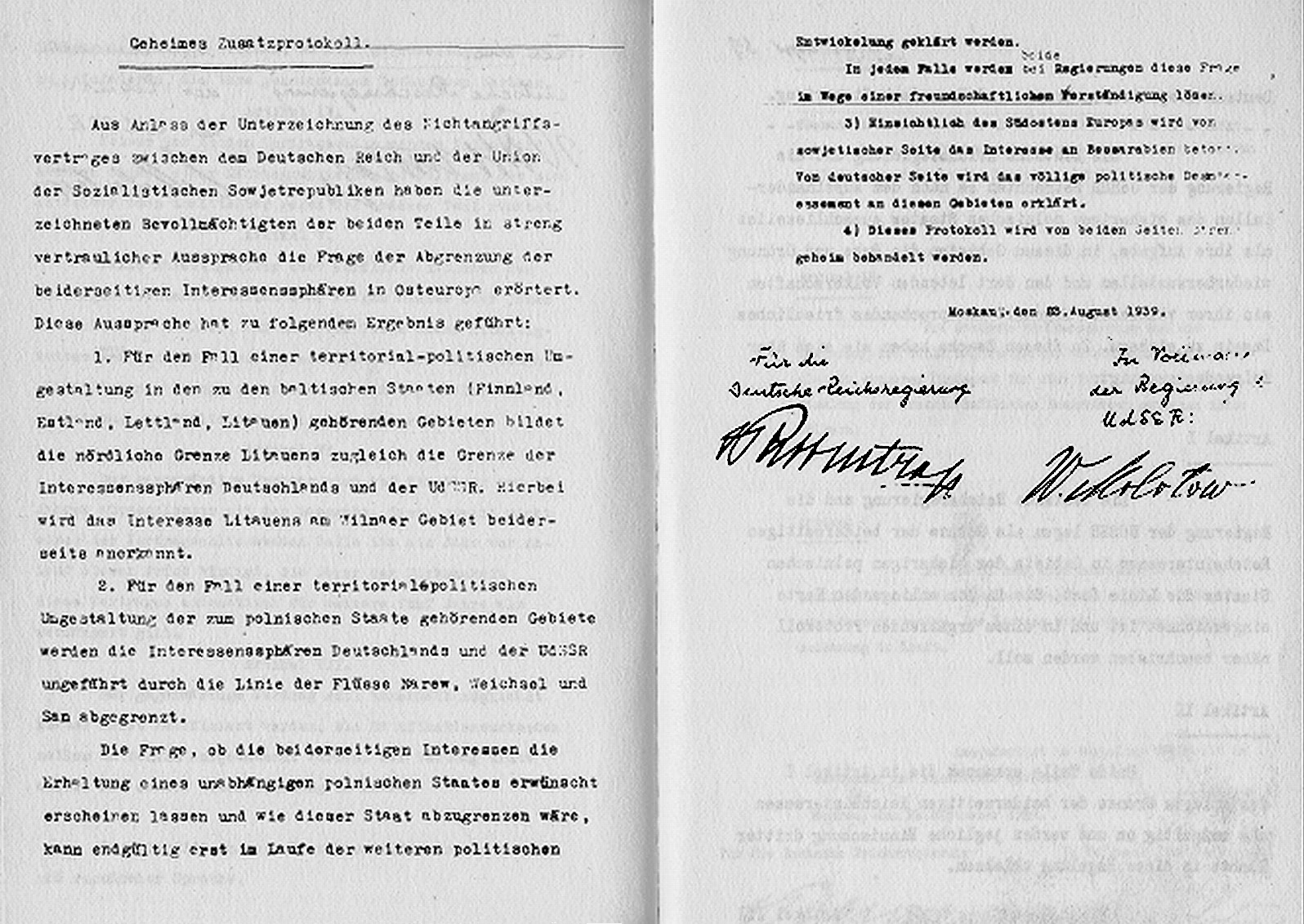
Letzte Seite des Geheimen Zusatzprotokolls im Deutsch-sowjetischen Nichtangriffspakt

Zu Beginn des Zweiten Weltkrieges versuchte Rumänien zunächst, neutral zu bleiben. Am 13. April 1939 hatten sich Frankreich und Großbritannien zur Sicherung der Unabhängigkeit Rumäniens verpflichtet, aber die Verhandlungen über eine ähnliche Garantie durch die Sowjetunion wurden abgebrochen, nachdem Rumänien eine Präsenz der Roten Armee auf seinem Territorium abgelehnt hatte. Am 23. August unterzeichneten die Außenminister der Sowjetunion und des Deutschen Reichs Wjatscheslaw Molotow und Joachim von Ribbentrop den deutsch-sowjetischen Nichtangriffspakt, in dessen geheimen Zusatzprotokoll Bessarabien der sowjetischen Einflusssphäre zugeschlagen wurde. Acht Tage später marschierte Deutschland in Polen ein, und Rumänien gewährte Mitgliedern der Regierung Polens (siehe Polnische Exilregierung) Zuflucht.

Gebietsverluste Rumäniens im Verlauf des Jahres 1940 an Ungarn, die Sowjetunion und Bulgarien

Am 26. Juni 1940, einen Tag nach Inkrafttreten des Waffenstillstands von Compiègne, setzte die Sowjetunion Rumänien ein Ultimatum, mit dem dieses aufgefordert wurde, seine Truppen und Administration aus Bessarabien, der nördlichen Bukowina und dem Herza-Gebiet abzuziehen, andernfalls würde die UdSSR mit der militärischen Invasion beginnen. Dieser Zug wurde durch das geheime Zusatzprotokoll des deutsch-sowjetischen Nichtangriffspakts ermöglicht. Sowohl Deutschland als auch Italien waren bereits am 24. Juni über das Ultimatum informiert worden, hatten aber weder Rumänien hierüber informiert, noch waren sie zur Hilfestellung bereit. Rumänien stimmte den Bedingungen zu, um eine bewaffnete Auseinandersetzung zu vermeiden. Die sowjetische Besetzung begann am 28. Juni und wurde durch das Ausrufen der Moldauischen Sozialistischen Sowjetrepublik am 2. August abgeschlossen.
Am 30. August wurde Rumänien von Deutschland und Italien durch den Zweiten Wiener Schiedsspruch dazu gezwungen, die Nordhälfte Siebenbürgens (Nordsiebenbürgen) an Ungarn zurückzugeben (Südsiebenbürgen blieb rumänisch). Am 7. September musste unter dem Vertrag von Craiova der südliche Teil der Dobrudscha (im Rumänischen Cadrilater genannt) an Bulgarien zurückgegeben werden. Diese territorialen Verluste erschütterten die Fundamente von Carols Macht.
Die von Ion Gigurtu am 4. Juli 1940 gebildete Regierung war die erste, der ein Minister der Eisernen Garde angehörte, namentlich der Antisemit Horia Sima, der nach Codreanus Tod der nominelle Führer der Bewegung geworden war. Er war einer der wenigen prominenten Legionäre, die das Blutbad der vergangenen Jahre überlebt hatten.

#### Ära Antonescu

Territorien unter rumänischer Verwaltung im Jahr 1942

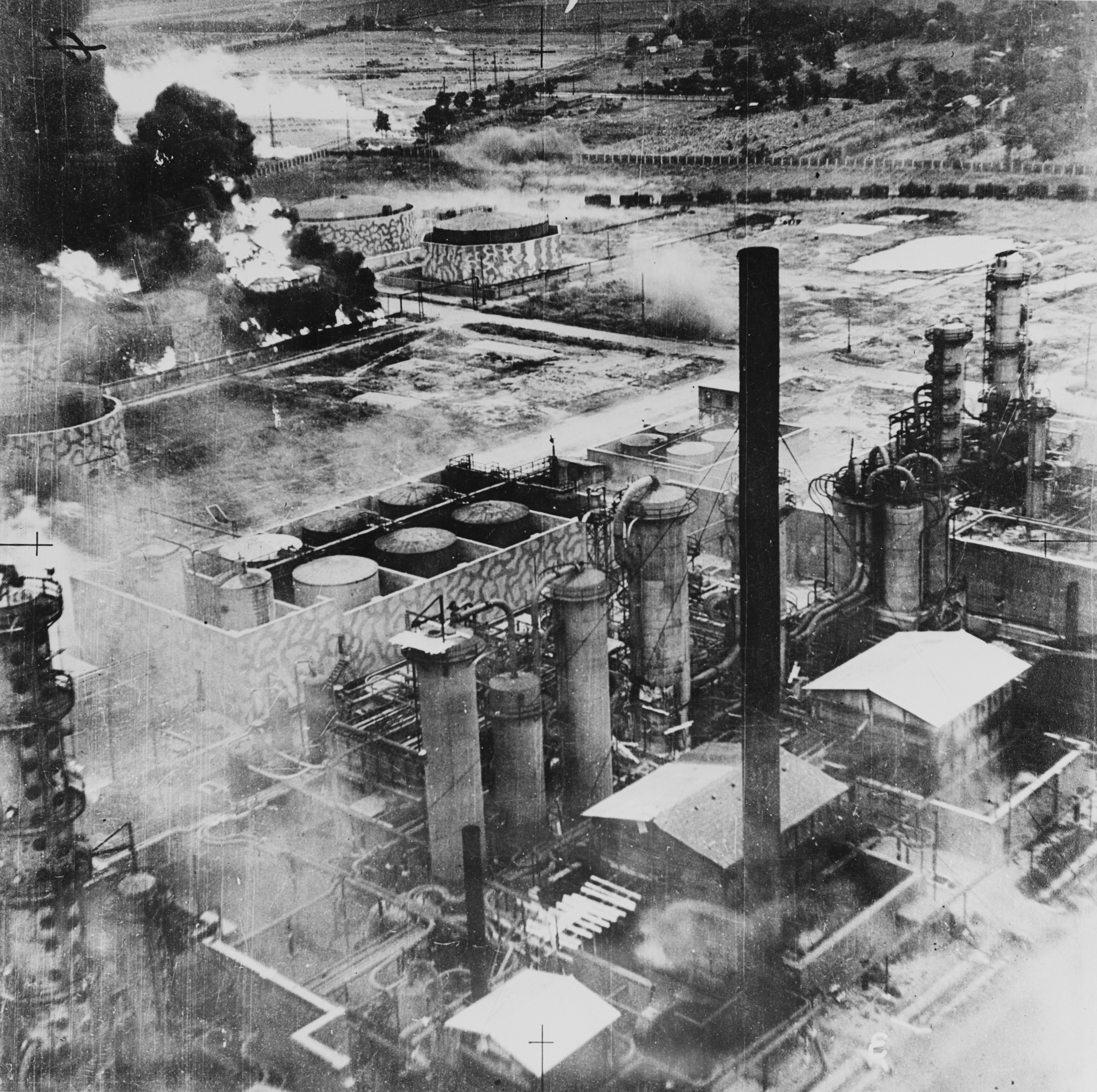
Ölraffinerien in Ploiești nach der Bombardierung durch amerikanische B-24 Bomber

Im unmittelbaren Gefolge des Verlusts von Nordsiebenbürgen bildeten die Eiserne Garde unter Führung Simas und General (später Marschall) Ion Antonescu am 4. September 1940 die Regierung eines „nationallegionären Staats“, welche die Abdankung Carols II. zugunsten seines 19-jährigen Sohns Mihai erzwang. Carol und Lupescu gingen ins Exil. Antonescu ernannte sich am 14. September zum „Staatsführer“ und erwartete nur noch vom nationalsozialistischen Deutschland eine effektive Unterstützung gegen die Sowjetunion.
An der Macht verschärfte die Eiserne Garde die bereits harten antisemitischen Gesetze und nahm Rache an ihren Feinden. Mehr als 60 vormalige Würdenträger und Funktionäre wurden am 27. November 1940 im Gefängnis von Jilava hingerichtet, während sie noch auf ihren Prozess warteten. Der Historiker und frühere Premierminister Nicolae Iorga und der Ökonom Virgil Madgearu, ebenfalls Minister in einer früheren Regierung, wurden gar ohne Verhaftung ermordet. Das Verhältnis zwischen der Eisernen Garde und Antonescu galt als angespannt. Am 20. Januar 1941 versuchte die Eiserne Garde einen Staatsstreich, verbunden mit einem Pogrom gegen die Bukarester Juden, jedoch wurde der Staatsstreich innerhalb von vier Tagen von Antonescu niedergeschlagen und die Eiserne Garde aus der Regierung ausgeschlossen. Sima und viele andere Legionäre nahmen in Deutschland Zuflucht, andere wurden inhaftiert.
Eine deutsche Militärmission überschritt am 8. Oktober 1940 die rumänische Grenze und begann mit der Ausbildung der rumänischen Armee. Am 23. November trat Rumänien dem Dreimächtepakt bei. Im April 1941 nahm ein deutsches Armeekorps von rumänischem Gebiet aus am Balkanfeldzug teil.
Am 22. Juni 1941 begann mit dem Unternehmen Barbarossa der deutsche Überfall auf die Sowjetunion. Im südlichen Bereich in der Bukowina und in Bessarabien begann der Angriff erst am 2. Juli 1941. Hierbei waren die deutsche 11. Armee (100.000 Mann) und die rumänische 3. sowie 4. Armee (200.000 Mann in 14 Divisionen) beteiligt. Hitler überzeugte Antonescu, weiter als bis zur Grenze von 1940 vorzurücken. Am 27. Juli erreichten die Truppen den Fluss Dnister und stießen auf das Gebiet des späteren Transnistrien vor, dessen Eroberung bis hin zum Fluss Bug im August 1941 abgeschlossen war. Die Schlacht um Odessa dauerte noch bis Oktober 1941 an. Zwischen rumänischen und deutschen Militärs kam es am 30. August 1941 zur Vereinbarung von Tighina, nach der die wirtschaftliche Ausbeutung Transnistrias Rumänien obliegen sollte.
General Petre Dumitrescu führte die 3. Armee in die Schlacht am Asowschen Meer. Bis zum 10. Oktober entfernten sich die Verbände über 1700 Kilometer von Rumänien, schlugen vier größere Schlachten und bestritten 42 kleinere Gefechte.
Für die Schlacht von Stalingrad 1942/43 befahl das Oberkommando des Heeres (OKH) große Teile von Dumitrescus Truppen an die Front nördlich und südlich der Stadt, die dort in Folge entweder fielen oder in sowjetische Gefangenschaft gerieten. Insgesamt verlor die rumänische Armee in der Schlacht über 150.000 Mann, den Großteil ihres Expeditionskorps.
Die der deutschen 17. Armee angeschlossenen rumänischen Truppen kämpften 1943 im Kuban-Brückenkopf und 1943/44 auf der Krim. Weitere rumänische Truppen waren am unteren Dnepr eingesetzt, von wo sie sich im Frühjahr 1944 an den Dnister zurückziehen mussten.
Rumänien trug unter der Regierung Antonescu mit Lieferungen von Öl, Getreide und Industrieprodukten bedeutend zur Versorgung Deutschlands und der Armeen der Achsenmächte bei, zumeist jedoch ohne finanzielle Kompensation, was eine hohe Inflation zur Folge hatte. Die Erdölfelder von Ploiești waren eine der wichtigsten Rohstoffquellen für die Wehrmacht. Alliierte Luftangriffe auf Ploiești sollten die Produktion von kriegswichtigen Gütern wie Treibstoff verhindern oder zumindest beeinträchtigen. Am 1. August 1943 bombardierten US-amerikanische Flugzeuge die Förderanlagen und Raffinerien in der Operation Tidal Wave.
Trotz der Bündnisse Ungarns und Rumäniens mit Deutschland stand das Antonescu-Regime in der Siebenbürgen-Frage auf diplomatischer Ebene Ungarn weiterhin feindlich gegenüber. Vor der sowjetischen Gegenoffensive von Stalingrad sah die rumänische Regierung eine bewaffnete Auseinandersetzung mit Ungarn in dieser Frage für die Zeit nach dem erwarteten Sieg über die Sowjetunion als unausweichlich an.

#### Rumänien und der Holocaust

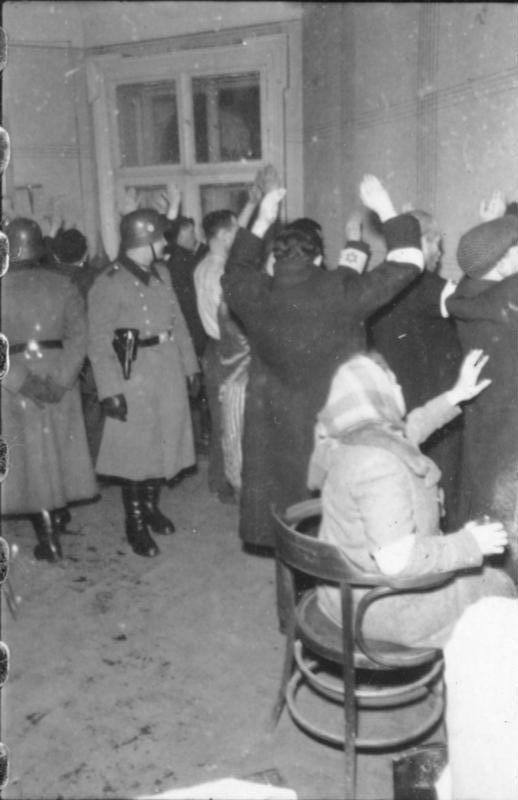
Festnahme von Juden in Rumänien am 22. Dezember 1941, Aufnahme aus den Beständen des Bundesarchives

Antonescu erklärte kurz nach seinem Amtsantritt 1940 die Juden Rumäniens für staatenlos, soweit sie nicht bereits vor Abschluss der Friedensverträge Bürger geworden waren. Das betraf so gut wie alle Juden, etwa 590.000. Mit dem Kriegseintritt Rumäniens begannen im Februar 1941 die Massaker der Eisernen Garde an den Juden. Innerhalb kürzester Zeit waren beispielsweise in Odessa über 60.000 Juden umgebracht. Selbst nach dem Sturz der Eisernen Garde führte das Antonescu-Regime, verbündet mit dem NS-Staat, eine Politik von Unterdrückung und Massakern an Juden und Roma fort, wenn auch hauptsächlich in den östlichen Gebieten. Pogrome und Deportationen waren in Moldau, der Bukowina und Bessarabien an der Tagesordnung. Die Zahl der Opfer ist umstritten, aber die niedrigsten seriösen Schätzungen bewegen sich zwischen 100.000, 250.000 und mindestens 280.000 Juden und 20.000 bis 25.000 Roma in diesen Ostregionen, während von Siebenbürgens 150.000 Juden 120.000 unter dem Zugriff der Ungarn starben. Ohne deutschen Druck waren zum Zeitpunkt der Kapitulation Rumäniens im August 1944 mehr als die Hälfte der Juden des Landes ermordet, und nur die neue politische Lage verhinderte die völlige Vernichtung. Vom September 1941 bis Oktober 1942 wurden zwischen 150.000 und 180.000 Juden aus ganz Rumänien nach Transnistrien deportiert, von denen Zehntausende an Hunger, Krankheiten und Entkräftung starben.

#### Königlicher Staatsstreich und Seitenwechsel
Um 1944 lag die rumänische Wirtschaft durch Kriegsausgaben und alliierte Bombardements am Boden, und es entwickelte sich selbst unter den Kriegsbefürwortern Widerstand gegen Abschöpfung durch Deutschland.
Als die Front 1944 rumänisches Gebiet erreichte (siehe Operation Jassy-Kischinew = Großangriff am 20. August 1944), führte König Mihai, bis dahin hauptsächlich eine Repräsentationsfigur, am 23. August 1944 mit Unterstützung oppositioneller Politiker aus dem Mitte-Links-Spektrum und der Armee erfolgreich einen Staatsstreich durch, womit er die Diktatur Antonescus beendete, die Verfassung von 1923 teilweise wieder in Kraft setzte und einen Seitenwechsel Rumäniens auf die Seite der Alliierten herbeiführte. Die neue bürgerliche Regierung Rumäniens wurde von Premierminister Nicolae Rădescu geführt. Im Kampf gegen Deutschland erlitt Rumänien weitere heftige Verluste in Siebenbürgen, Ungarn und der Tschechoslowakei.
Obwohl rumänische Verbände nun unter sowjetischem Kommando kämpften, betrachteten die Sowjets Rumänien als besetztes Territorium und stationierten Truppen im ganzen Land. Die Alliierten Westmächte erkannten diesen Status in der Konferenz von Jalta an. Die Pariser Friedenskonferenz 1946 verweigerte Rumänien den Rang eines Mitalliierten. Das Territorium Rumäniens verkleinerte sich verglichen mit seiner Ausdehnung vor dem Zweiten Weltkrieg deutlich. Zwar wurde der Wiener Schiedsspruch revidiert und Nordsiebenbürgen wieder unter rumänische Verwaltung gestellt, jedoch mussten Bessarabien und die Nordbukowina an die Sowjetunion zurückgegeben werden.
Sowjetische Reparationsforderungen für Kriegsschäden vor dem Seitenwechsel erfüllte Rumänien im Januar 1945 durch eine von den russischen Besatzern forcierte Verschleppung der arbeitsfähigen Rumäniendeutschen in sowjetische Arbeitslager.

### Aufstieg der Kommunisten und Auflösung

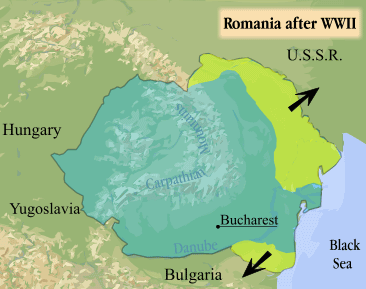
Gebietsverluste Rumäniens nach dem Zweiten Weltkrieg (1947)

1945 wurde Petru Groza von der den Kommunisten nahestehenden Frontul Plugarilor zum Premierminister ernannt. Obwohl seine Regierung aus Vertretern der meisten größeren Vorkriegsparteien bestand, waren die Schlüsselministerien von den Kommunisten besetzt.
König Mihai, unzufrieden mit dem von der Regierung eingeschlagenen Kurs, verweigerte die Unterzeichnung neuer Gesetze, womit er den Rücktritt Grozas erzwingen wollte. Groza entschied sich, die Gesetze auch ohne Mihais Zustimmung in Kraft treten zu lassen. Am 8. November 1945 wurde eine antikommunistische Demonstration vor dem Königspalast in Bukarest mit Gewalt aufgelöst, wobei es zahlreiche Verhaftungen, Verletzte und eine unbestimmte Zahl an Toten gab.
Die erste Regierung unter Groza beschloss im März 1945 eine Landreform mit weitreichenden Enteignungen von Feldbesitz, Häusern, Großvieh, landwirtschaftlichen Maschinen und Gerät. Auch wurde Frauen das Wahlrecht gewährt. Gleichzeitig brachte sie aber auch den Beginn der sowjetischen und kommunistischen Vorherrschaft in Rumänien.
Am 1. Juni 1946 wurde der Generalstabschef des Heeres und diktatorisch regierende Ministerpräsident Rumäniens Ion Antonescu im Gefängnis Jilava nahe Bukarest hingerichtet. Bei den Wahlen nach Einheitsliste vom 9. November 1946 verbuchte die Rumänische Kommunistische Partei 80 % der Stimmen, jedoch kam es hierbei zu weit verbreiteten und teilweise gewaltsamen Wahlmanipulationen.
Im Frühjahr 1947 zerschlug die Groza-Regierung die Reste der Opposition mit Massenverhaftungen und dem Verbot der beiden großen traditionellen politischen Gruppen, der Partidul Național Țărănesc Creștin Democrat (Nationale Bauernpartei) und der Partidul Național Liberal (National-Liberale Partei). Bauernführer Iuliu Maniu, damals 74 Jahre alt, wurde am 11. November 1947 zu lebenslanger Haft verurteilt und verstarb acht Jahre später. Das gleiche Schicksal erlitt der Führer der Liberalen Ion C. Brătianu. 1946 und 1947 wurden zehntausende Angehörige des ehemals auf der Seite der Achsenmächte stehenden Regimes als Kriegsverbrecher hingerichtet. König Mihai dankte unter Druck am 30. Dezember 1947 ab und ging ins Exil. Die Rumänische Volksrepublik wurde ausgerufen und am 13. April 1948 durch eine Verfassung gegründet.

## Monarchen

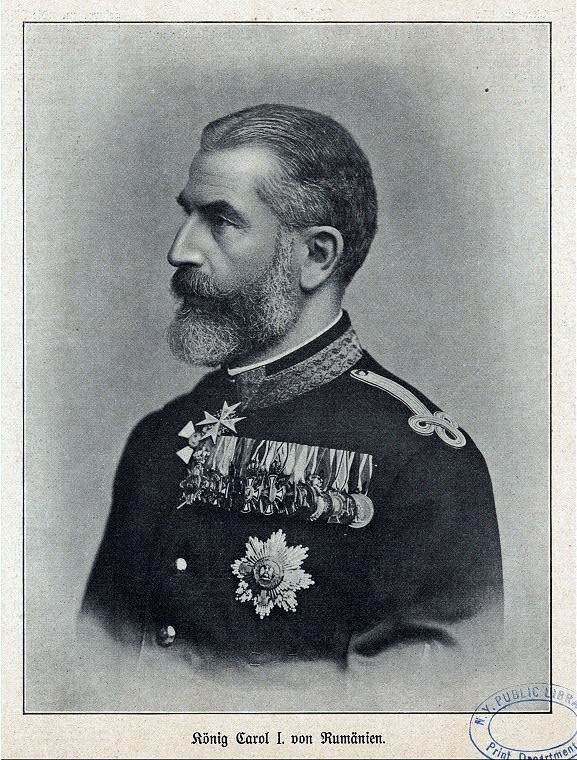
Karl I. (1881–1914)
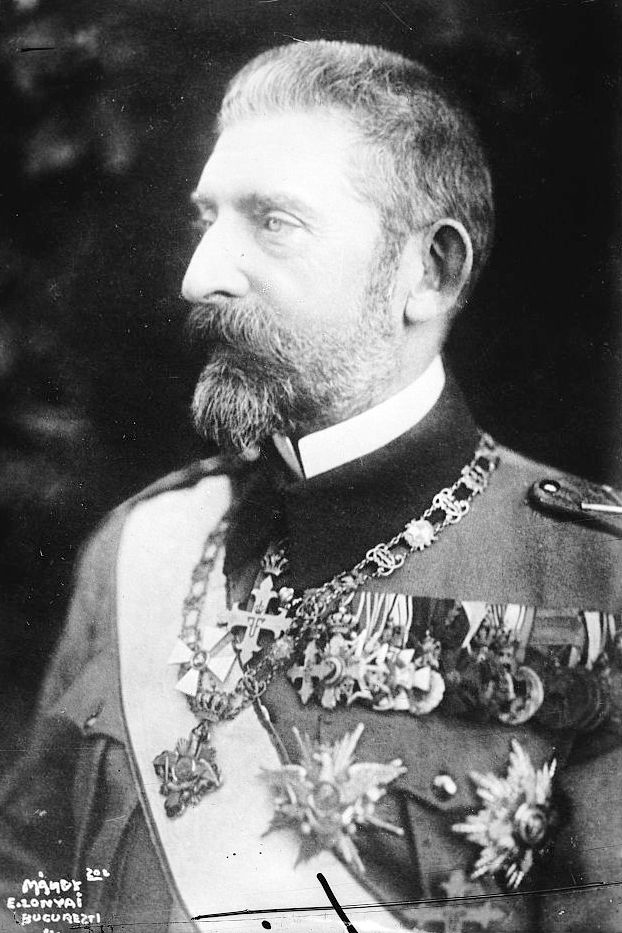
Ferdinand I. (1914–1927)
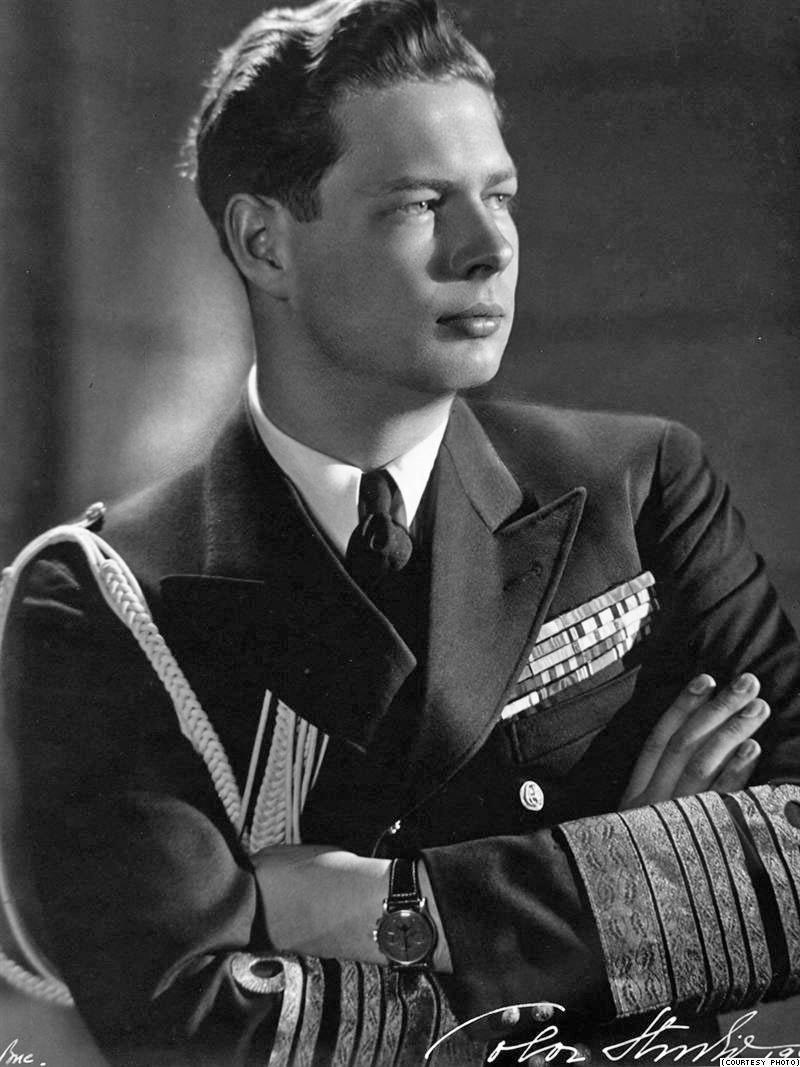
Michael I. (1927–1930 und 1940–1947)
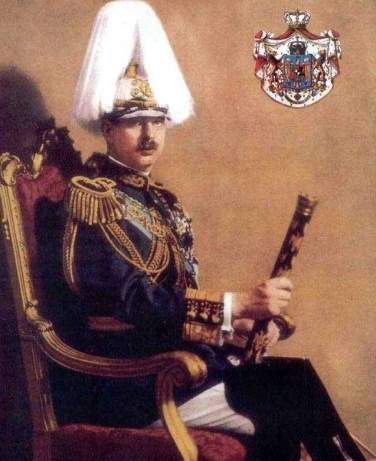
Karl II. (1930–1940)

## Bevölkerung

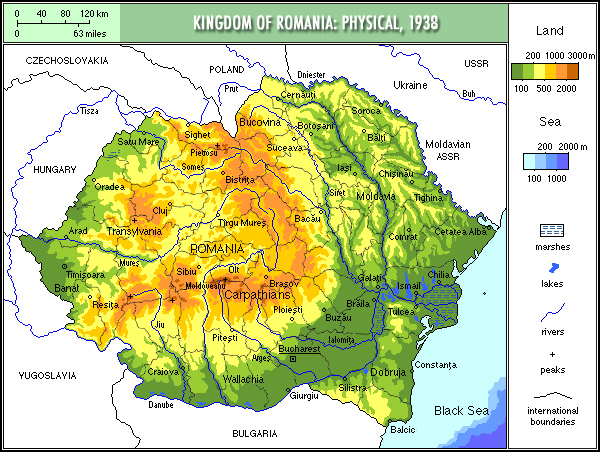
Das Königreich Rumänien 1938

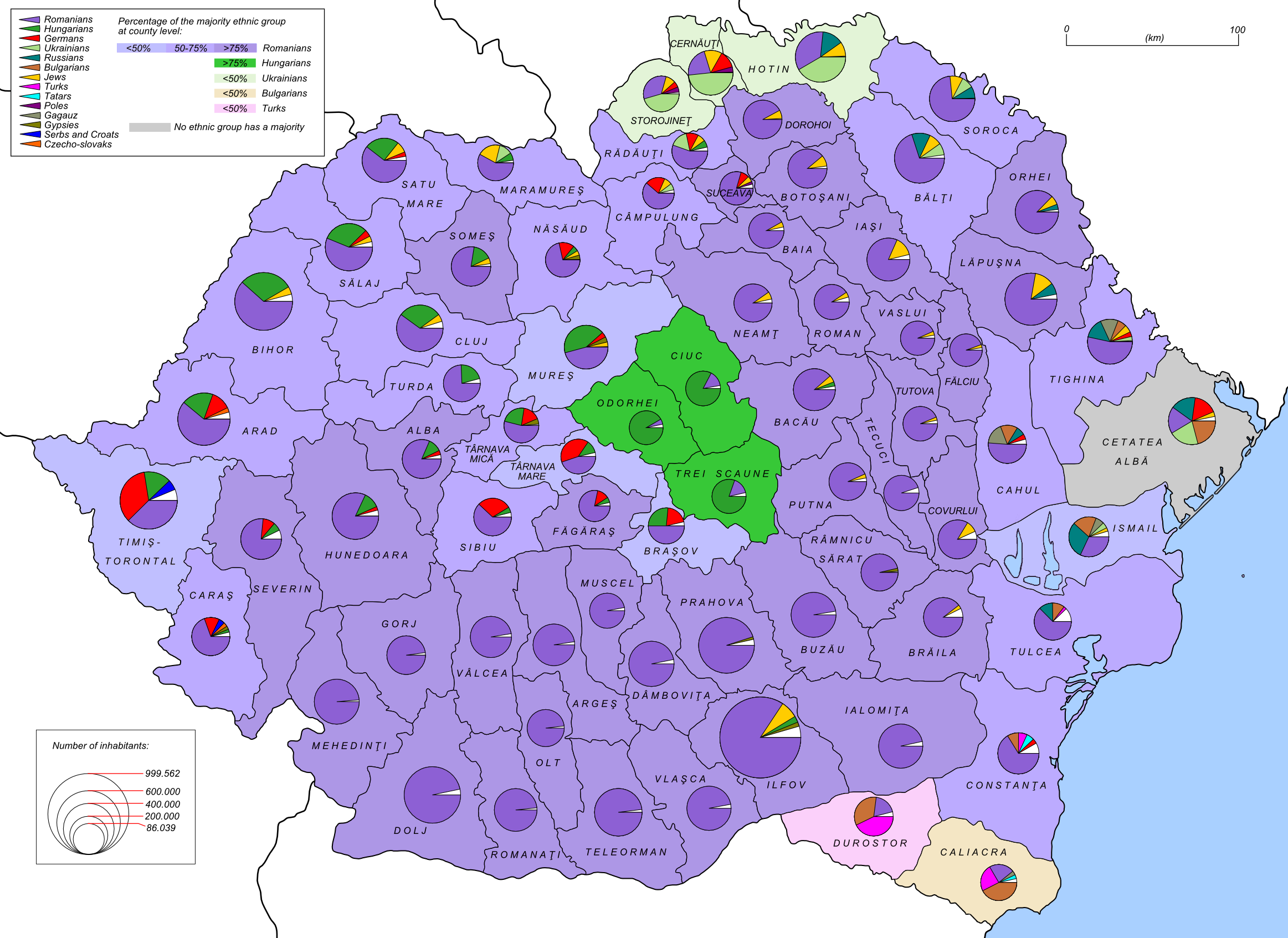
Ethnische Gruppen Rumäniens 1930

Ethnische Gruppen Rumäniens 1941

Laut der rumänischen Volkszählung im Jahr 1930 hatte Rumänien 18.057.028 Einwohner, davon machten Rumänen mit 71,9 % den größten Teil der Bevölkerung aus. Ethnische Minderheiten bildeten 28,1 % der Bevölkerung.
| Nationalität                 | Anzahl     | %     |
| ---------------------------- | ---------- | ----- |
| Rumänen                      | 12.981.324 | 71,9  |
| Magyaren                     | 1.425.507  | 7,9   |
| Deutsche                     | 745.421    | 4,1   |
| Juden                        | 728.115    | 4,0   |
| Ukrainer                     | 582.115    | 3,2   |
| Russen                       | 409.150    | 2,3   |
| Bulgaren                     | 366.384    | 2,0   |
| Roma                         | 262.501    | 1,5   |
| Türken                       | 154.772    | 0,9   |
| Gagausen                     | 105.750    | 0,6   |
| Tschechen und Slowaken       | 51.842     | 0,3   |
| Serben, Kroaten und Slowenen | 51.062     | 0,3   |
| Polen                        | 48.310     | 0,3   |
| Griechen                     | 26.495     | 0,1   |
| Tataren                      | 22.141     | 0,1   |
| Armenier                     | 15.544     | 0,0   |
| Huzulen                      | 12.456     | 0,0   |
| Albaner                      | 4.670      | 0,0   |
| Andere                       | 56.355     | 0,3   |
| keine Angabe                 | 7.114      | 0,0   |
| Gesamt                       | 18.057.028 | 100,0 |

## Administrative Gliederung

Die administrative Gliederung Rumäniens 1930

Nach der Unabhängigkeit wurde das rumänische Altreich in 33 Landkreise unterteilt. Nach dem Ersten Weltkrieg, als Folge der Vereinigung und mit dem Verwaltungsrecht von 1925 wurde das Königreich in 71 Landkreise, 489 Stadtteile (plăși) und 8879 Gemeinden unterteilt. Im Jahr 1938 verkündete Karl II. von Rumänien eine neue Verfassung, dadurch veränderte sich die administrative Gliederung des Königreichs bis 1947 erneut in zehn ținuturi (Regionen).